# Monopylephorus helobius
Monopylephorus helobius är en ringmaskart som beskrevs av Loden. Monopylephorus helobius ingår i släktet Monopylephorus och familjen glattmaskar. Inga underarter finns listade i Catalogue of Life.